# Dasypogon rubiginipennis
Dasypogon rubiginipennis är en tvåvingeart som beskrevs av Macquart 1838. Dasypogon rubiginipennis ingår i släktet Dasypogon och familjen rovflugor. Inga underarter finns listade i Catalogue of Life.